# Elisa Counis
Elisa Counis (Florença, 16 de novembro de 1812 – Florença, 5 de dezembro de 1847) foi uma pintora suíço-italiana.
Elisa Counis era filha do pintor suíço Salomon-Guillaume Counis, nascido em Genebra e falecido em Florença, que havia sido protegido por Elisa Bonaparte, princesa de Lucca e Piombino e governadora da Toscana. Sua mãe era francesa e seu nome era Elisabeth Harmand. Salomon-Guillaume quis dar o nome de Elisa à sua primeira filha, nascida no mesmo ano do seu casamento.
Temos poucas informações biográficas sobre esta pintora, mas podemos acompanhar os acontecimentos de seu pai que em 1815 se mudou para Paris, onde permaneceu quinze anos e retornou definitivamente a Florença em 1830. É presumível que Elisa tenha se formado na escola de seu pai; mas a paleta do pai é luminosa, a tez rosada, o estilo influenciado pela escola francesa, a especialização eram retratos em miniatura. Pelo contrário, Elisa, no velamento da sua tez, na postura ligeiramente a três quartos do seu autorretrato, na precisão milimétrica da renda transparente do seu vestido, nos minúsculos recortes de luz azul do seu vestido de seda preta, parece olhar para Leonardo da Vinci e os artistas leonardescos: a sua pintura pode ser classificada como pertencente à escola italiana. Suas paisagens são apreciadas principalmente por colecionadores suíços.
Tendo vivido metade de sua curta vida em Florença, casou-se com François-Louis Le Comte, de Genebra, e morreu no parto, dando à luz sua filha Lisine. Parece que o broche camafeu preso ao peito em seu autorretrato foi um presente de Elisa Bonaparte. A "Gazzetta di Firenze" de 1844 deu a notícia de que na Academia de Belas Artes de Florença, um retrato feminino de Elisa Counis estava exposto em uma das salas.
Seu sutorretrato, que faz parte da Coleção de Autorretratos da Galeria Uffizi, permaneceu por um longo período nos escritórios da direção do Museu e foi exibido ao público em Florença em 2010, na exposição Autorretratos, artistas de "engenhosidade caprichosa e hábil".